# Lobbach
Lobbach ist eine Gemeinde in Baden-Württemberg und gehört zum Rhein-Neckar-Kreis. Die Gemeinde entstand zum 31. Dezember 1974 durch den Zusammenschluss der vormals selbständigen Orte Lobenfeld und Waldwimmersbach. Der kleinere Ortsteil Lobenfeld ging aus dem im hohen Mittelalter gegründeten Kloster Lobenfeld hervor.

## Geografie

### Lage
Lobbach gehört zur Metropolregion Rhein-Neckar und liegt im nördlichen Kraichgau in 160 bis 425 Meter Höhe am Rande des Kleinen Odenwalds, etwa 23 km von Heidelberg, 20 km von Mosbach, 26 km von Walldorf und 19 km von Sinsheim entfernt. Die Gemeinde ist nach dem Wasserlauf des Lobbachs benannt, der beide Ortsteile Lobenfeld und Waldwimmersbach durchzieht.

### Nachbarorte
Angrenzende Orte sind, beginnend im Norden im Uhrzeigersinn, Mückenloch (Ortsteil von Neckargemünd), Haag (Ortsteil von Schönbrunn), Reichartshausen, Epfenbach, Spechbach, Mönchzell (Ortsteil von Meckesheim) und Wiesenbach.

### Gemeindegliederung
Zur Gemeinde Lobbach gehören die ehemaligen Gemeinden Lobenfeld und Waldwimmersbach. Zur Gemeinde Lobenfeld im Gebietsstand vom 30. Dezember 1974 gehörten das Dorf Lobenfeld, das Kloster Lobenfeld und die Höfe Biedersbacherhof und Klingentalerhof. Zur Gemeinde Waldwimmersbach gehörte das Dorf Waldwimmersbach.

## Geschichte

### Lobenfeld
Der Ortsteil Lobenfeld ist eine hochmittelalterliche Ausbausiedlung an einer bereits von den Römern besiedelten Stelle. Zunächst bestand dort ein grundherrliches Gut, das vermutlich 1145 an die Augustiner-Chorherren des Klosters Frankenthal ging, von dem darauf das 1167 erstmals erwähnte Kloster Lobenfeld gegründet wurde. 1229 wurde erstmals der Ort Lobenfeld erwähnt, der bis zum 19. Jahrhundert nur aus vereinzelten Gebäuden im Umfeld der Klosteranlage bestand. Die Ortsherrschaft über Lobenfeld übte bis zur Reformation das Kloster aus, das ab 1330 unter pfälzischer Schirmherrschaft stand. Nach Aufhebung des Klosters Lobenfeld im Jahr 1560 ging die Ortsherrschaft an den Schaffner der Geistlichen Administration über und von diesem allmählich auf das Amt Dilsberg, dem Lobenfeld 1801 vollständig unterstellt wurde.
Im Kloster wurden verschiedentlich noch Jesuiten und Sabbatarier, später auch Glaubensflüchtlinge aus der Schweiz angesiedelt, bevor die Klosterkirche 1808 der katholischen Schaffnerei überlassen wurde und ab der Mitte des 19. Jahrhunderts das Klosterareal teilweise abgerissen und neu überbaut wurde. 1857 wurden 57 Gebäude im Kloster und Ort gezählt. Baumaterialien aus dem Kloster fanden 1885 Verwendung beim Bau des Rathauses. 1890 hatte Lobenfeld erstmals über 400 Einwohner.
In Lobenfeld war das Zentrum durchgängig bis zum Ende der Weimarer Republik die stärkste Partei. Die Einwohnerentwicklung war von 1890 bis zum Beginn des Zweiten Weltkriegs stark rückläufig. Erst durch die Ansiedlung von Heimatvertriebenen nach dem Krieg wurde die Einwohnerhöchstmarke des 19. Jahrhunderts wieder überschritten.
1966 und 1971 wurden jeweils neue Baugebiete erschlossen. Lobenfeld hatte 123 Einwohner im Jahre 1805 und 773 Einwohner im Jahr 1974.

### Waldwimmersbach

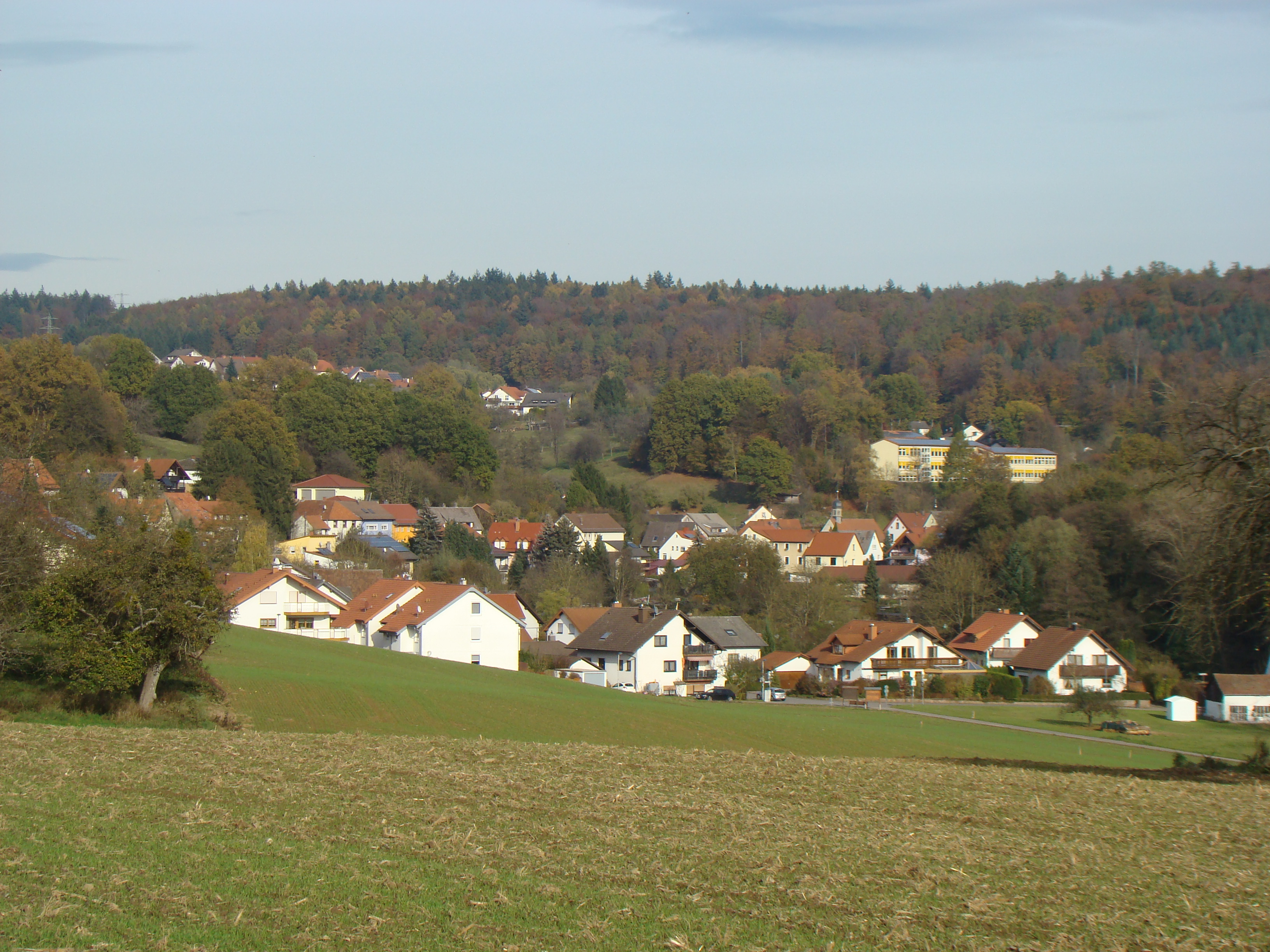
Waldwimmersbach

Der ursprünglich nur Wimmersbach genannte Ortsteil Waldwimmersbach (der Name wurde im 17. Jahrhundert zur Unterscheidung vom nahen Neckarwimmersbach üblich) wurde 1306 erstmals urkundlich genannt und vermutlich von Lobenfeld aus als Rodungssiedlung angelegt. Ab 1330 stand Wimmersbach unter pfälzischer Hoheit und zählte bereits 1369 zu den Eigendörfern des Amts Dilsberg. Hier befanden sich die Ackerflächen überwiegend in bäuerlichem Eigenbesitz, der im Lauf der Zeit durch Erbteilung stark parzelliert wurde. Eine Kapelle an der Stelle der heutigen evangelischen Kirche wurde erstmals 1494 erwähnt, eine katholische Kirche wurde 1740 erbaut.
Nachdem die beiden Ortschaften bis dahin der Meckesheimer Zent des kurpfälzischen Unteramts Dilsberg angehört hatten, wurden sie 1803 badisch. Lobenfeld und Waldwimmersbach gehörten dem Amt Neckargemünd an. Nach Auflösung des Amtes gehörten die Gemeinden von 1857 bis 1863 zum Bezirksamt Eberbach und danach zum Bezirksamt Heidelberg, aus dem 1939 der gleichnamige Landkreis hervorging.
1805 wurden in Waldwimmersbach  421 und 1818 wurden 442 Einwohner gezählt, bis zur Mitte des 19. Jahrhunderts stieg die Einwohnerzahl dann auf über 600 an, war dann jedoch bis zum Zweiten Weltkrieg wieder stark rückläufig.
Politisch waren vor dem Ersten Weltkrieg die Nationalliberalen in Waldwimmersbach am stärksten. Ab 1930 erhielt die NSDAP die meisten Stimmen und steigerte sich bis 1933 auf 82 Prozent.
Nach dem Zweiten Weltkrieg nahm die Gemeinde 118 Heimatvertriebene aus Ungarn, dem Sudetenland und Jugoslawien auf. Mit dem 1948 erschlossenen Baugebiet Ostring wandelte sich auch erstmals der Charakter des bisherigen Straßendorfs hin zu seiner heutigen Struktur. 1957 und 1966 wurden weitere Baugebiete erschlossen. 1974 hatte Waldwimmersbach 1150 Einwohner.

### Zusammenschluss zu Lobbach 1974

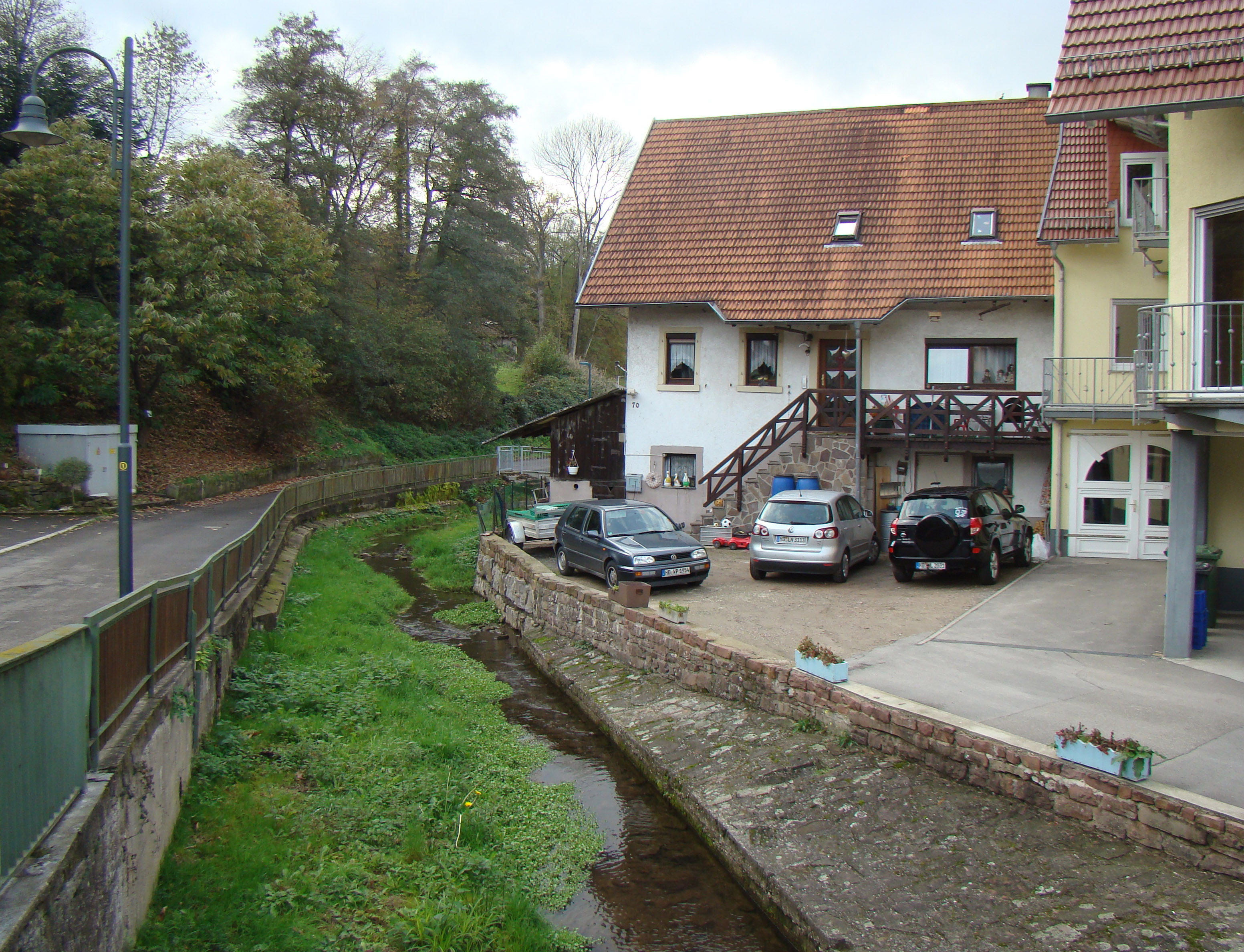
Der namengebende Lobbach in Waldwimmersbach

Von Waldwimmersbach aus war bereits 1935 die Zusammenlegung von Waldwimmersbach und Lobenfeld angeregt worden, blieb jedoch zunächst unerfüllt. Erst im Vorfeld der Gemeinde- und Kreisreform der 1970er Jahre gab es dann wieder Überlegungen zum Zusammenschluss der Gemeinden. Beide Gemeinden lehnten 1970 zunächst die Bildung eines Großkreises Heidelberg aus den bisherigen Kreisen Mannheim, Heidelberg und Sinsheim ab, stimmten aber dem Zusammenschluss der Kreise Sinsheim und Heidelberg zu. Bei der Neuordnung der Gemeinden gab es zunächst verschiedene Vorschläge, darunter auch die Vereinigung von Waldwimmersbach, Lobenfeld, Spechbach und Mönchzell zu einer Einheitsgemeinde oder die Eingemeindung der beiden Orte nach Meckesheim bzw. Neckargemünd. Bei einer Bürgeranhörung in Waldwimmersbach sprach sich 1972 eine Mehrheit gegen die Eingemeindung nach Neckargemünd aus. Ebenso sprach man sich in Lobenfeld im selben Jahr gegen die Eingemeindung nach Meckesheim aus. Eine Bürgeranhörung in beiden Gemeinden im Januar 1974 erbrachte dann in Waldwimmersbach die Zustimmung zur Vereinigung mit Lobenfeld, in Lobenfeld hingegen eine deutliche Ablehnung entsprechender Pläne. Unter dem Druck der Landesregierung stimmten beide Gemeinden dann im Mai 1974 einem Zusammenschluss zu. Der vormaligen Ablehnung in Lobenfeld geschuldet wurde nicht der Name der größeren Gemeinde für die neue Gesamtgemeinde übernommen, sondern der neue Gemeindename Lobbach geschaffen, der den Namen des beide Gemarkungen durchquerenden gleichnamigen Gewässers aufgreift.
Mit der Auflösung des Landkreises Heidelberg kamen Lobenfeld und Waldwimmersbach zum neuen Rhein-Neckar-Kreis. Die Gemeinde Lobbach entstand am 31. Dezember 1974 im Zuge der Verwaltungsreform in Baden-Württemberg durch den Zusammenschluss von Lobenfeld und Waldwimmersbach. Strittig blieb lange Zeit noch das Gemeindewappen, so dass Lobbach für längere Zeit die einzige Gemeinde des Rhein-Neckar-Kreises ohne eigenes Wappen blieb, bevor man sich 1996 auf das heutige Wappen mit Elementen der beiden vormaligen Gemeindewappen geeinigt hat.
Durch die Ausweisung von Gewerbe- und Neubaugebieten wuchs die Einwohnerzahl von 1886 im Jahr des Zusammenschlusses auf über 2400 im Jahr 1999 an.

### Einwohnerentwicklung

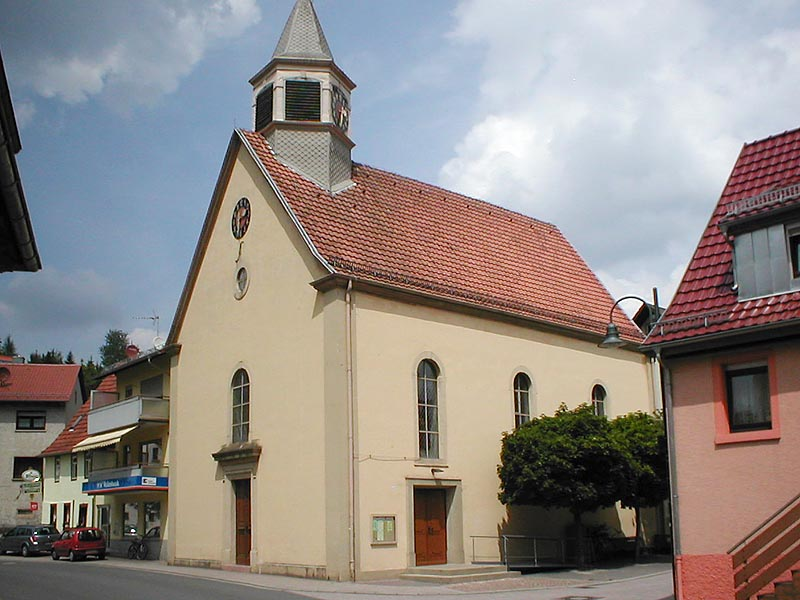
Evangelische Kirche Waldwimmersbach.

Lobenfeld und Waldwimmersbach
| Jahr            | 1577 | 1727 | 1834 | 1875 | 1939 | 1961 | 1965 | 1970 |
| --------------- | ---- | ---- | ---- | ---- | ---- | ---- | ---- | ---- |
| Lobenfeld       | 100  | 108  | 334  | 392  | 329  | 498  | 530  | 619  |
| Waldwimmersbach | 200  | 163  | 548  | 594  | 517  | 944  | 1035 | 1101 |

Lobbach
| Jahr      | 1961 | 1965 | 1970 | 1991 | 1995 | 2005 | 2010 | 2015 | 2020 |
| --------- | ---- | ---- | ---- | ---- | ---- | ---- | ---- | ---- | ---- |
| Einwohner | 1442 | 1565 | 1720 | 2230 | 2382 | 2446 | 2400 | 2364 | 2375 |

## Religionen
Lobenfeld war zum Ende des 18. Jahrhunderts mehrheitlich katholisch. Die Religionsverteilung änderte sich kaum, so dass 1965 immer noch drei Viertel der Einwohner katholischen Glaubens waren.
In Waldwimmersbach dagegen überwog die evangelische Konfession. Erst durch die Aufnahme von Vertriebenen nach dem Zweiten Weltkrieg stieg der katholische Anteil von unter 20 auf knapp 30 Prozent im Jahr 1965.
In Waldwimmersbach gibt es eine evangelische Pfarrei, die auch für Lobenfeld zuständig ist. In Lobenfeld gibt eine katholische Pfarrei, die auch für Waldwimmersbach und Mönchzell zuständig ist.

## Politik

### Gemeinderat
In Lobbach wird der Gemeinderat nach dem Verfahren der unechten Teilortswahl gewählt. Diese garantiert den beiden Ortsteilen Lobenfeld und Waldwimmersbach je sieben Sitze im Rat. Der Gemeinderat hat normalerweise 14 Mitglieder. Dabei kann sich die Zahl der Gemeinderäte durch Überhangmandate (Ausgleichssitze) verändern. 2024 besteht er aus 14 gewählten ehrenamtlichen Gemeinderäten und dem Bürgermeister als Vorsitzendem. Der Bürgermeister ist im Gemeinderat stimmberechtigt.
Die Kommunalwahl am 9. Juni 2024 führte zu folgendem Ergebnis.
| CDU | 54,97 % | 8 Sitze | (2019: 49,5 %, 7 Sitze) |
| SPD | 45,03 % | 6 Sitze | (2019: 50,5 %, 7 Sitze) |

### Bürgermeister
- Herbert Kiefer, 1975–1991
- Harald Ehrler, 1991–2001
- Heiner Rutsch, 2001–2017
- Edgar Knecht, 2017–2023
- Florian Rutsch, seit 2023

Am 29. Oktober 2023 wurde Florian Rutsch mit 57,6 Prozent der Stimmen zum Bürgermeister gewählt.

### Wappen
Die Blasonierung des Wappens lautet: In von Silber und Blau gespaltenem Schild ein erniedrigter Wellenbalken in verwechselten Farben, darüber vorn ein grüner Laub- und ein grüner Nadelbaum mit bewurzelten schwarzen Stämmen, hinten ein schwebendes silbernes Hochkreuz mit breiter werdenden Enden.
Das Wappen vereinigt die beiden alten Wappen von Lobenfeld und Waldwimmersbach und wurde 1997 vom Landratsamt Rhein-Neckar-Kreis verliehen. Der Wellenbalken symbolisiert Lobbach.

### Partnerschaften
Lobbach pflegt seit 1996 partnerschaftliche Beziehungen zu der französischen Gemeinde Loury am Rande des Loiretales nahe Orléans. Die Sportjugend pflegt eine Partnerschaft nach Gannat in Frankreich; die Freiwillige Feuerwehr Lobbach nach Nempitz in Sachsen-Anhalt.

## Kultur und Sehenswürdigkeiten

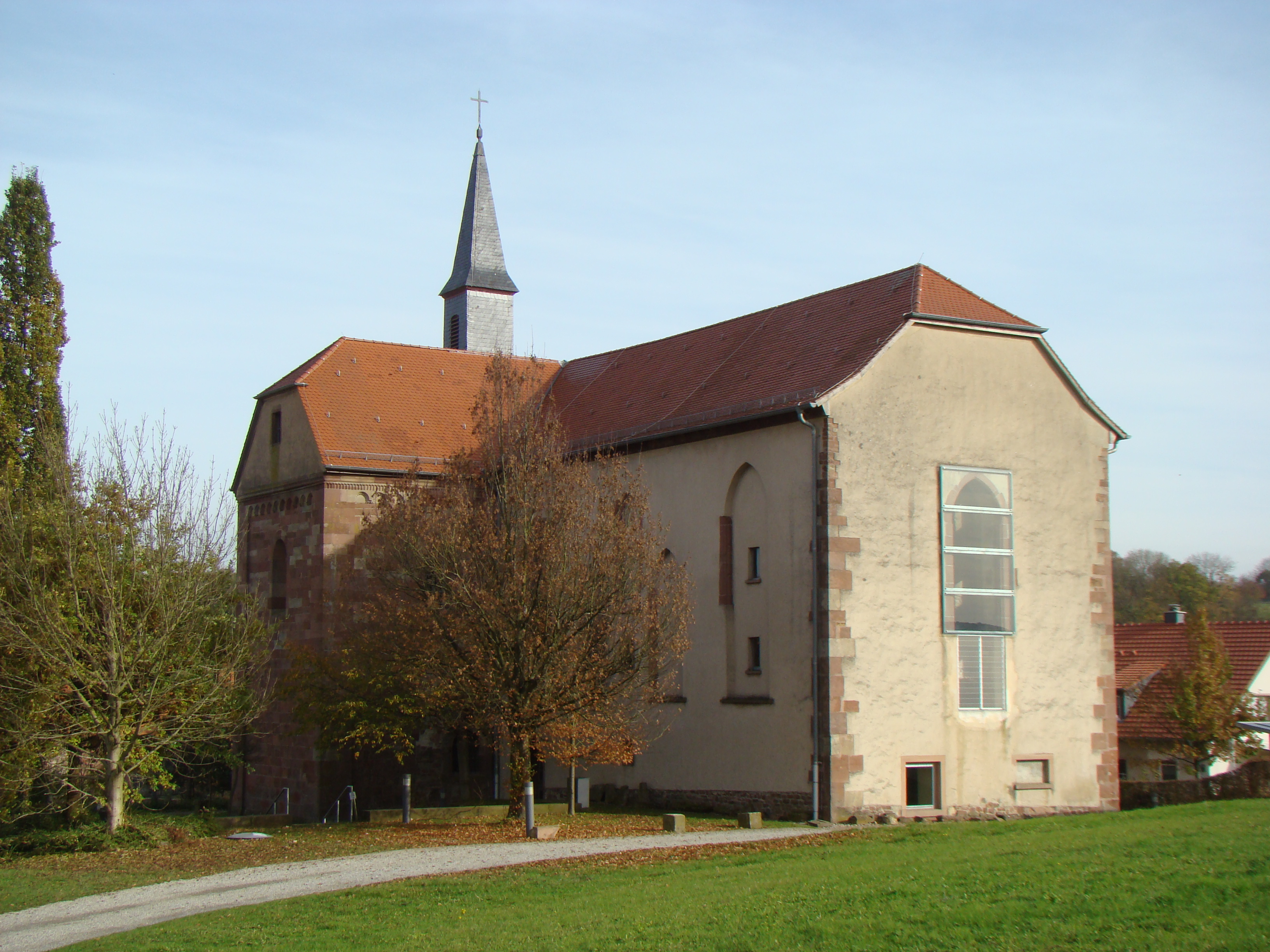
Klosterkirche Lobenfeld

Das Kloster Lobenfeld ist eine auf ein Kloster aus dem 12. Jahrhundert zurückgehende Dorfanlage, in der die ebenfalls im 12. Jahrhundert begonnene Klosterkirche Lobenfeld als bedeutendstes Bauwerk erhalten ist. Überreste des ehemaligen Schaffnereigebäudes und der früheren evangelischen Schule sind in Wohnhäusern nahe der Kirche aufgegangen. Neben historischen Wirtschaftsgebäuden und bäuerlichen Wohnhäusern ist insbesondere auch die 1846 erbaute Klostermühle erwähnenswert, an deren Platz spätestens seit dem 18. Jahrhundert Mühlen nachgewiesen sind.
In Lobenfeld befinden sich außerdem die katholische Herz-Jesu-Kirche von 1904, die historischen Gasthöfe Zur Linde und Zum Kloster, ein altes Schulhaus und ein altes Rathaus.

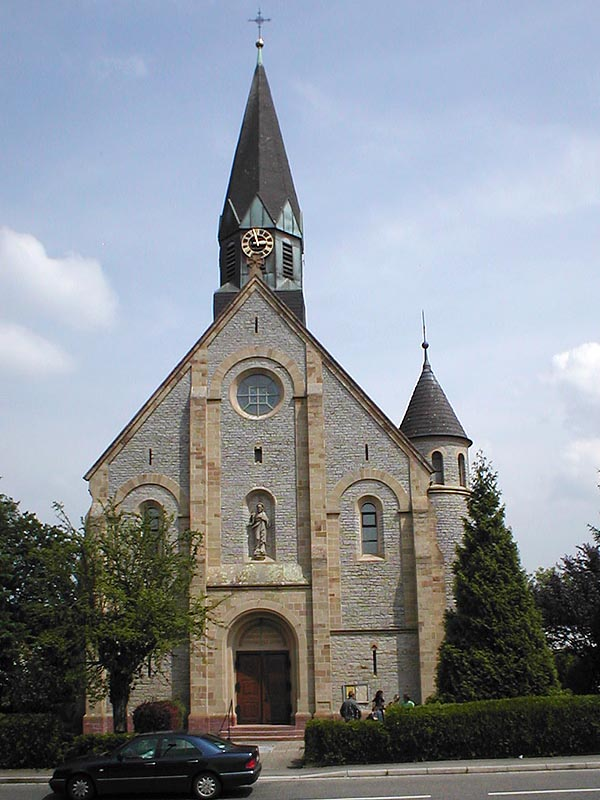
Herz-Jesu-Kirche
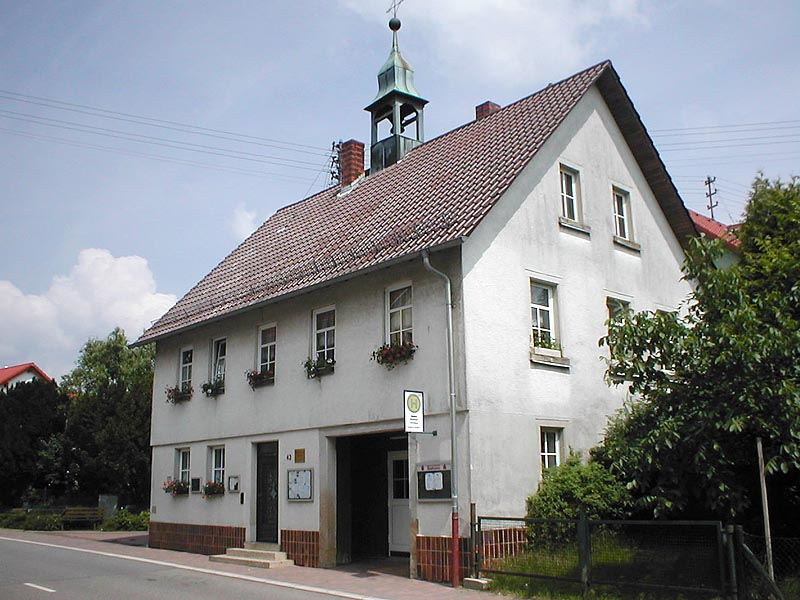
Rathaus Lobenfeld

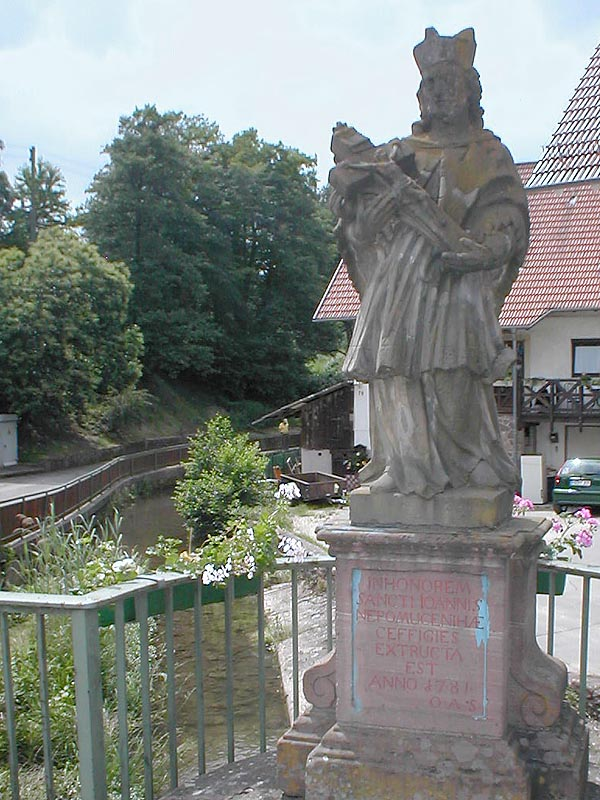
Nepomukstatue in Waldwimmersbach

In Waldwimmersbach befindet sich die evangelische Kirche von 1792 mit barockem Pfarramt von 1769, außerdem auch die katholische St. Peter und Pauls Kirche aus der Zeit um 1740 neben dem alten Schulhaus. An die einst mehreren Mühlen des Ortes erinnert noch die Untere Mühle. Auf der Ortsbrücke befindet sich eine Nepomukstatue von 1781.

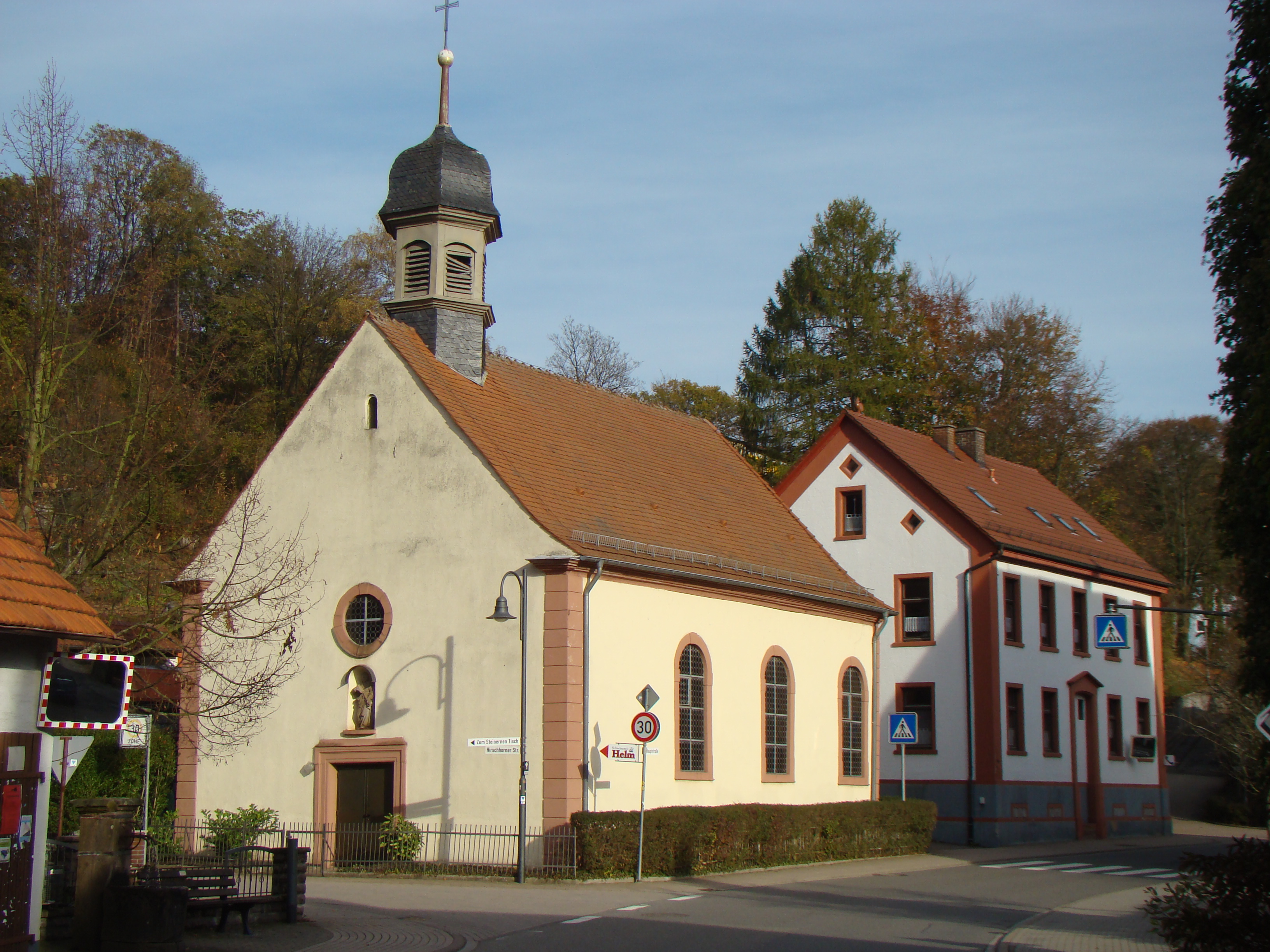
St. Peter und Paul

## Wirtschaft und Infrastruktur
Aus den ehemals landwirtschaftlich geprägten Dörfern ist eine Wohngemeinde mit Handel, Handwerk und Gewerbebetrieben geworden; 1999 gab es im Ort 330 Arbeitsplätze. Die Gewerbeansiedlung in der Gemeinde befindet sich vor allem im zwischen den beiden Ortsteilen liegenden Gewerbegebiet Spitzacker. Größter Arbeitgeber der Gemeinde ist die Manfred Sauer GmbH, die Behinderten-Artikel und Inkontinenzsysteme herstellt.

### Verkehr
Durch den Ort verläuft die L 532, welche die Verbindung von Heidelberg nach Mosbach darstellt, die L 530 Richtung Helmstadt / Sinsheim sowie die L 595 Richtung Eberbach. In die umliegenden Gemeinden führen Buslinien. Lobbach gehört zum Tarifgebiet des Verkehrsverbunds Rhein-Neckar.

### Einrichtungen

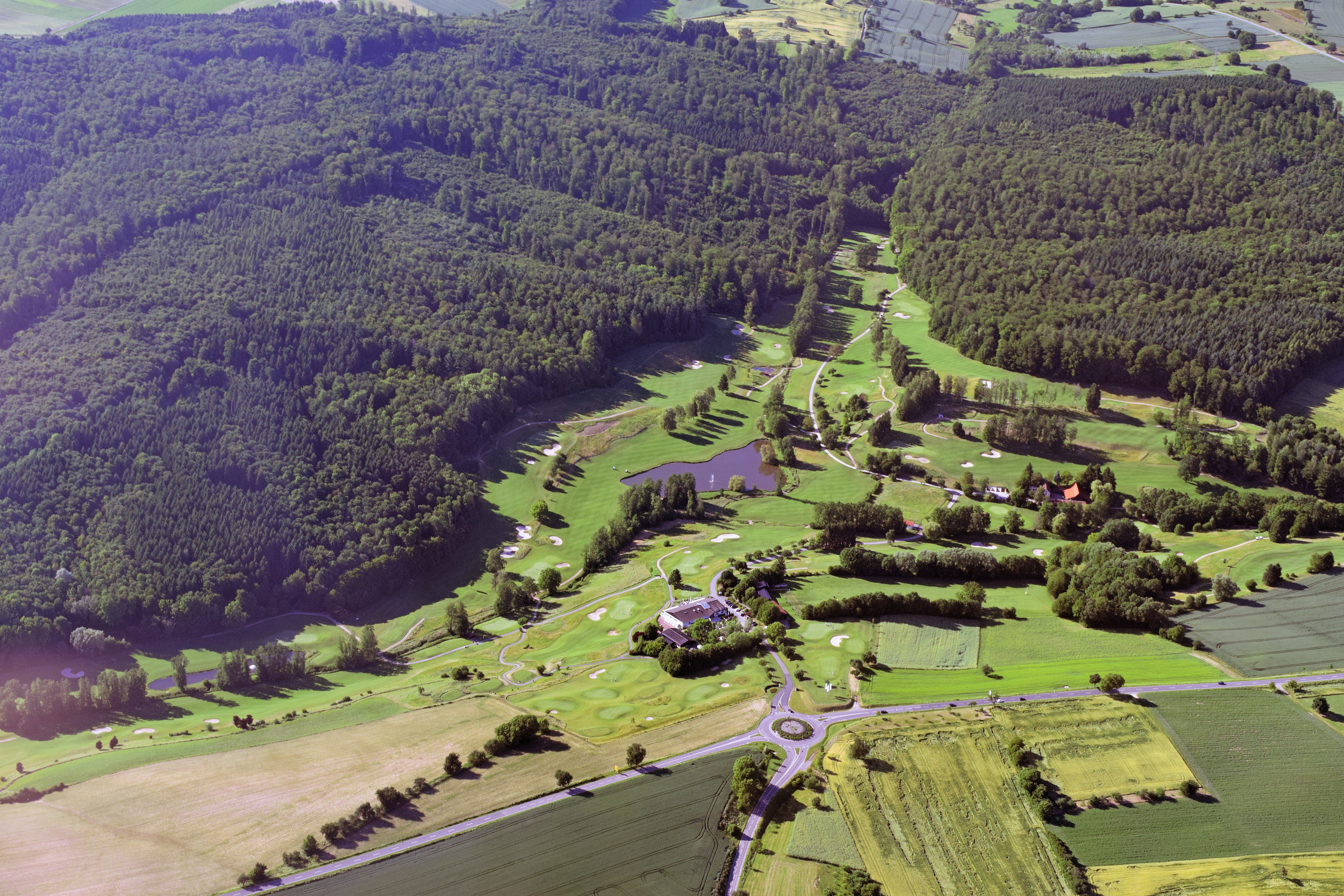
Luftaufnahme des Golfplatzes des Golfclubs Heidelberg-Lobenfeld

- Zentrum zur Förderung der Leistungsbereitschaft Querschnittsgelähmter (Manfred-Sauer-Stiftung)
- Missionsheim
- Golfclub Heidelberg-Lobenfeld
- Geistliches Zentrum Kloster Lobenfeld

### Bildung
Im Ortsteil Waldwimmersbach gibt es eine Grundschule. Die Hauptschule mit Werkrealschule befindet sich in Meckesheim, Realschule und Gymnasium befinden sich in Neckargemünd. Für die jüngsten Einwohner gibt es je einen evangelischen und römisch-katholischen Kindergarten, die Kleinkindgruppe „Rappelkiste“ und private Betreuungsangebote.

## Persönlichkeiten
Die Gemeinde verleiht Personen, die sich um das Wohl der Gemeinde oder ihrer Bürger verdient gemacht haben oder aufgrund ihrer Persönlichkeit, ihrer Haltung oder ihres Wirkens die Wertschätzung und Hochachtung der Bürgerschaft gewonnen haben und in irgendeiner inneren oder äußeren Verbindung zu Lobbach stehen, das Ehrenbürgerrecht. Außerdem verleiht die Gemeinde den Ehrenring in Gold für vorbildliches bürgerschaftliches Gesamtbewusstsein und uneigennütziges, idealistisches Handeln im Interesse der Gesamtheit.

### Ehrenbürger
- Heinrich Neudeck (1889–1985), verliehen 1979 für seine Verdienste um die Gemeinde sowie für langjährigen Einsatz für die Heimatkunde in Lobenfeld
- Hans Arnold (1900–1985), verliehen 1980 für seine Verdienste um die Gemeinde sowie für seinen langjährigen Einsatz für Waldwimmersbach
- Wenzel Jilka (1905–1994), verliehen 1982 für jahrzehntelange Musikpflege in der Gemeinde und im Umland
- Eva Auer (1901–1990), verliehen 1983 für ihre Verdienste um die Gemeinde und das Missionsheim mit seinen  sozialdiakonischen Einrichtungen
- Manfred Sauer (* 1944), Unternehmer, verliehen 2007 für seine Verdienste um die Gemeinde
- Doris Ebert (1928–2021), Gemeinderätin, verliehen 2008 für ihre Verdienste um die Gemeinde
- Ludwig Edinger (* 1931), verliehen 2008 für seine Verdienste um die Gemeinde

### Ehrenringträger
- Fritz Zeller (1919–1994), verliehen 1989 für seine Leistung in 40 Jahren als Landarzt für Waldwimmersbach und Umgebung
- Walter Bender (* 1944), verliehen 2000 für langjährige ehrenamtliche Gemeinderatszugehörigkeit und 25 Jahre als 1. stellvertretender Bürgermeister
- Ludwig Edinger (* 1931), verliehen 2000 für langjährige ehrenamtliche Gemeinderatszugehörigkeit 1962–1999
- Hartmut Mäurer (* 1935), verliehen 2013 für langjährige ehrenamtliche Gemeinderatszugehörigkeit 1971–1994, Ortsvorsteher 1975–1980, Rektor der Schule 1967–1984